# Pseudhoplomelas elegans
Pseudhoplomelas elegans är en skalbaggsart som först beskrevs av Leon Fairmaire 1899.  Pseudhoplomelas elegans ingår i släktet Pseudhoplomelas och familjen långhorningar.
Artens utbredningsområde är Madagaskar. Inga underarter finns listade i Catalogue of Life.